# Albares
Albares – gmina w Hiszpanii, w prowincji Guadalajara, w Kastylii-La Mancha, o powierzchni 29,44 km². W 2011 roku gmina liczyła 551 mieszkańców.